# Hanson County
Hanson County ist ein County im Bundesstaat South Dakota der Vereinigten Staaten. Das U.S. Census Bureau hat bei der Volkszählung 2020 eine Einwohnerzahl von 3461 ermittelt. Der Verwaltungssitz (County Seat) ist Alexandria.

## Geographie
Der Bezirk hat eine Fläche von 1128 Quadratkilometern; davon sind 2 Quadratkilometer (0,20 Prozent) Wasserflächen. Er ist in 12 Townships eingeteilt: Beulah, Edgerton, Emery, Fairview, Hanson, Jasper, Plano, Rosedale, Springlake, Taylor, Wayne und Worthen.

## Geschichte
Das County wurde am 13. Januar 1871 gegründet und die Verwaltungsorganisation am 16. August 1873 abgeschlossen. Es wurde nach Joseph R. Hanson benannt, einem Indianeragent und Abgeordneten in der gesetzgebenden Versammlung des Dakota-Territoriums.

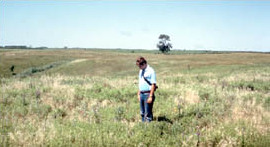
Bloom Site

Ein Ort im County hat den Status einer National Historic Landmark, die archäologische Fundstätte Bloom Site. Sechs Bauwerke und Stätten des Countys sind im National Register of Historic Places (NRHP) eingetragen (Stand 2. August 2018).

## Städte und Gemeinden
Städte (cities)
- Alexandria
- Emery

Gemeinden (towns)
- Farmer
- Fulton

Gemeindefreie Dörfer
- Epiphany